# Namco Museum
Namco Museum ist eine vom japanischen Computerspielehersteller Bandai Namco veröffentlichte Spielesammlung für die Nintendo Switch und ist seit dem 28. Juli 2017 über den Nintendo eShop als Download erhältlich. Die Spielesammlung beinhaltet zehn unterschiedliche Spiele, primär aus den Jahren 1980 bis 1991. Bereits ab 1995 erschienen Versionen für andere Systeme, darunter PlayStation 1–3, Windows-PC, Game Boy Advance und weitere, mit teils abweichenden Spieletiteln und mehreren Nachfolgern.

## Gameplay
Für jedes der einzelnen Spiele stehen separate Ranglisten (offline und online) zur Verfügung. Zudem lassen sich diverse Einstellungen des Sounds, der Darstellung und des Gameplays ändern. Mit Ausnahme von Pac-Man Vs. lässt sich jeder Titel auch in einem horizontalen Modus spielen, der an Darstellung alter Arcade Automaten angelehnt ist. Zudem gibt es, Pac-Man Vs. ebenfalls ausgeschlossen, bei jedem der Titel einen Challenge-Modus mit diversen Herausforderungen.

## Enthaltene Titel (Nintendo Switch)
- Pac-Man (1980)
- Galaga (1981)
- Dig Dug (1982)
- The Tower of Druaga (1984)
- Sky Kid (1985)
- Rolling Thunder (1986)
- Galaga ’88 (1987)
- Splatterhouse (1988)
- Rolling Thunder 2 (1990)
- Tank Force (1991)
- Pac-Man Vs. (2003)

Für Pac-Man Vs. wird im Nintendo e-Shop eine kostenlose App angeboten, die es bis zu drei weiteren Spielern erlaubt, einer Multiplayersession beizutreten.

## Weitere Spieletitel anderer Versionen
(Auswahl)
- Pole Position
- Rally-X
- Galaxian
- Mappy
- Xevious
- Ms. Pac-Man
- Pac-Land